# Sture (gumsehuvud)
Sture  (gumsehuvudsätten), svensk medeltida frälseätt från Ås härad, känd med Rörik Sture från år 1310, som då var en av hertig Eriks män. Rörik Sture tillhörde västgötafrälset, och var troligen släkt med den så kallade Sjöbladsätten.
Vapen:
- Sköld: I blå fält ett vädurshuvud av guld. (En del uppgifter refererar också till ett tjurhuvud i skölden.)
- Hjälm: Två vädurshorn av guld besatta med fyra käppar, blå, vit, blå, vit, toppade av liljor av guld.

Rörik Sture den yngre förvärvade egendomar i Småland och ätten blev sedan en närmast småländsk släkt. Dess sista kända medlemmar är riddaren Magnus Sture (död 1419) samt dennes söner Karl Sture (död samma år) och Bengt Sture, som levde ännu 1429. Karls dotter, Katarina Karlsdotter (gumsehuvud), gifte sig före 1450 med Nils Jönsson (Oxenstierna).
Ätten dog ut senast år 1454. De sista medlemmarna var då i huvudsak bosatta i Småland.